# Бондаренко Михайло Ілліч
Бондаре́нко Миха́йло Іллі́ч  (8 вересня 1903 , Єлисаветград, Херсонська губернія  — 10 лютого 1938 , Москва ) — український радянський державний діяч, голова Ради народних комісарів Української РСР (серпень — жовтень 1937). Член ЦК КП(б)У (червень 1937 — січень 1938). Член Політбюро ЦК КП(б)У (серпень 1937 — січень 1938). Жертва сталінських репресій.

## Біографія
Народився 8 вересня 1903 року в Єлисаветграді (нині Кропивницький, Україна) у родині робітника-коваля. У цьому ж місті закінчив у 1913 році народну чотирикласну початкову школу, а у 1917 році — вище початкове училище.
У квітні — жовтні 1915 року — учень слюсаря заводу сільськогосподарського машинобудування Товариства «Р. і Т. Ельворті» (майбутній — «Червона Зірка») у Єлисаветграді. У жовтні 1915 — травні 1916 року — учень Єлисаветградського вищого початкового училища. У травні — жовтні 1916 року — учень коваля заводу Ельворті. У жовтні 1916 — травні 1917 року — знову учень Єлисаветградського вищого початкового училища. У травні 1917 — травні 1918 року — учень коваля (молотобійця) заводу Ельворті.
У травні — вересні 1918 року — розсильний Єлисаветградського міського комітету Всеросійської спілки робітників-металістів. У вересні 1918 — жовтні 1919 року — завідувач бібліотеки Єлисаветградського міського комітету Всеросійської спілки робітників-металістів.
У жовтні 1919 — вересні 1920 року — заготівельник загону повітового продовольчого комітету з продрозкладки. У кінці 1919 року вступив до комсомолу. У вересні 1920 — листопаді 1921 року — інспектор Єлисаветградської повітової робітничо-селянської інспекції.
У листопаді 1921 — травні 1922 року — студент Єлисаветградського кооперативного технікуму «Загальна справа». У травні 1922 — липні 1923 року — політичний керівник Єлисаветградської школи фабрично-заводського навчання. У липні 1923 — вересні 1924 року — завідувач культвідділу завкому заводу «Червона Зірка» тресту «Укрсільмаштрест» у Єлисаветграді.
З січня 1924 року — кандидат, з січня 1925 року — член РКП(б).
У вересні 1924 — лютому 1925 року — завідувач Зінов'євського окружного політпросвітвідділу. У лютому 1925 — січні 1926 року — завідувач клубу Зінов'євського міського комітету Всесоюзної спілки робітників-металістів. У січні — листопаді 1926 року — секретар партійного комітету КП(б)У заводу «Червона Зірка» у Зінов'євську.
У листопаді 1926 — липні 1927 року — секретар Верблюзького районного комітету КП(б)У Зінов'євського округу. У липні 1927 — серпні 1928 року — секретар Компаніївського районного комітету КП(б)У Зінов'євського округу.
У серпні 1928 — березні 1929 року — завідувач культвідділу Зінов'євської окружної ради профспілок. У березні 1929 — лютому 1930 року — редактор Зінов'євської окружної газети «Пролетарій». У лютому 1930 — січні 1931 року — завідувач культурно-пропагандистського відділу Зінов'євського міського комітету КП(б)У.
У січні — жовтні 1931 року — відповідальний інструктор, у жовтні 1931 — вересні 1932 року — заступник завідувача організаційного відділу, а у вересні 1932 — серпні 1933 року — завідувач агітаційно-масового відділу Закавказького крайового комітету ВКП(б) у місті Тифлісі.
У серпні 1933 — лютому 1934 року — завідувач організаційного відділу Бакинського міського комітету КП(б) Азербайджану. У лютому 1934 — липні 1935 року — 1-й секретар Азізбековського районного комітету КП(б)А міста Баку. У липні 1935 — жовтні 1936 року — 1-й секретар Шаумяновського районного комітету КП(б)А міста Баку. Був обраний кандидатом у члени ЦК КП(б) Азербайджану.
У жовтні — грудні 1936 року — завідувач відділу партійних кадрів Харківського міського комітету КП(б)У. 4 грудня 1936 — липень 1937 року — 2-й секретар Харківського міського комітету КП(б)У.
У липні — серпні 1937 року — 2-й секретар Харківського обласного комітету КП(б)У.
16 серпня — вересень 1937 року — виконувач обов'язків 1-го секретаря Вінницького обласного комітету КП(б)У.
На пленумі ЦК КП(б)У 30 серпня 1937 року Бондаренко піддав жорстокій критиці голову РНК УРСР Панаса Любченка. Коли Любченко в перерві роботи пленуму покінчив життя самогубством, на терміновому засіданні Політбюро ЦК КП(б)У Бондаренко був затверджений головою РНК УРСР і членом Політбюро ЦК КП(б)У. Тим самим днем, 30 серпня 1937 року, була датована ухвала Президії ЦВК УРСР про затвердження.
13 жовтня 1937 року в Москві заступник наркома внутрішніх справ СРСР Михайло Фріновський підписав ордер на проведення арешту і обшуку Бондаренка. Того ж дня він був арештований. Йому інкримінувалася приналежність до «антирадянської троцькістської терористичної організації, яка діяла в нафтовій промисловості СРСР» (під час його роботи в Закавказзі в 1931—1936).
8 лютого 1938 на закритому судовому засіданні Військової колегії Верховного Суду СРСР засуджений до розстрілу, з конфіскацією майна. 10 лютого 1938 року страчено в Москві.
Реабілітований Військовою колегією Верховного Суду СРСР 14 квітня 1956 року.

## Нагороди
- орден Трудового Червоного Прапора